# 2000 في تايلاند
فيما يلي قوائم الأحداث التي وقعت خلال عام 2000 في تايلاند.

## رياضة
- 1 يناير – الدوري التايلاندي الممتاز 2000 الفائز نادي بوليس تيرو.

## أفلام
من الأفلام التي صدرت هذه السنة في تايلاند:
- 20 مايو – في مزاج للحب من إخراج وونغ كار واي.

## مواليد

### نوفمبر
- 24 نوفمبر – بين ديفيس